# Batrachoides walkeri
Batrachoides walkeri är en fiskart som beskrevs av Collette och Russo, 1981. Batrachoides walkeri ingår i släktet Batrachoides och familjen paddfiskar. IUCN kategoriserar arten globalt som otillräckligt studerad. Inga underarter finns listade.